# AIM-132 아스람
AIM-132 아스람(영어: AIM-132 Advance Short Range Air-to-Air Missile, ASRAAM)은 영국이 개발한 단거리 열추적 공대공 미사일이다.

## 성능
- 추진체 : 고체 로켓 연료
- 길이 : 2.9m
- 구경 : 166mm
- 날개폭 : 450mm
- 탄두 : 10kg 탄두
- 속도 : Mach 3.5
- 사거리 : 300m ~ 18km
- 발사 가능 플랫폼 :  영국공군 : 토네이도, 유로파이터 타이푼, AV-8B 해리어 II
 오스트레일리아 공군 : F/A-18 Hornet

## 같이 보기
- 미사일 목록